# Sera Kalo
Sera Kalo (* in Connecticut) ist eine amerikanische Musikerin (Gesang, Songwriting), die genreübergreifend arbeitet.

## Leben und Wirken
Kalo wuchs in einem musikliebenden Elternhaus in Connecticut auf; ihre Eltern stammen aus St. Lucia und der dominikanischen Republik. Im Alter von acht Jahren begeisterte sie sich für klassische Musik und nahm klassischen Klavierunterricht. Später entdeckte sie ihre Liebe zum Gesang und konzentrierte sich schließlich auf ihre Stimme. Zu ihren Vorbildern als Sängerin zählten unter anderem Carmen McRae, Sarah Vaughan, Nancy Wilson, India Arie und Erykah Badu. In ihrer Musik verbindet sie „Jazz-Einflüsse mit verschiedenen Stilrichtungen und hinterfragt dabei traditionelle Genregrenzen.“
Kalo tourte mit zahlreichen Projekten in den USA und Deutschland. Sie ist auf mehr als 23 Alben, die in Deutschland und Asien produziert wurden, vertreten. Nach ihrem ersten aufgenommenen Projekt Seraleez (2016) erhielt ihre Arbeit zahlreiche Anerkennungen. 2023 veröffentlichte sie ihr erstes Soloalbum mit dem Projekt „eXante“, das bei der Kritik positiv vermerkt wurde. Ihr Nachfolge-Projekt eX.II kombiniert freie Improvisation, Poesie, Jazz und Groove und führte dazu, dass Kalo als musikalischer Beitrag für den Soundwalk der Wassily-Kandinsky-Ausstellung 2024 im Amsterdamer H’ART Museum ausgewählt wurde.

## Preise und Auszeichnungen
Kalo erhielt 2024 den Female* Producer’s Prize in der Kategorie „Self-Producing Artists“ (der von Music Women Germany und Sony Music Germany vergeben wird) sowie den Listen to Berlin Award für ihr Projekt Diasporic Arts Alliance. 2025 erhielt sie den Deutschen Jazzpreis in der Kategorie „Vokal“.

## Diskographische Hinweise
- eXante (O-tone Music 2023, mit Ruhi Erdogan, Otis Sandsjö, Vincent Bababoutilabo, Julia Kadel, Petter Eldh, Samira Aly, Philo Tsongui, Kboko)